# 후르가다 국제공항
후르가다 국제공항(영어: Hurghada International Airport, IATA: HRG, ICAO: HEGN)은 이집트 후르가다에 있는 국제공항으로 일부 항공편의 경우 전세 항공편을 운항한다.

## 운항 노선
| 항공사                  | 목적지 |
| ----------------------- | --- |
| 오스트리아 항공         | 빈 |
| 아에로플로트            | 모스크바(세례메티예보)                                                                                                   |
| 에어 아라비아 이집트    | 전세편 : 도르트문트, 하노버, 로스토크(라게), 슈투트가르트                                                                |
| 에어 카이로             | 전세편 : 뮌헨 |
| 에어 메디테라네         | 파리(샤를 드 골) |
| 에어 발틱               | 계절편 : 리가 |
| 아크플라이              | 암스테르담 |
| 아틀라스 제트           | 이스탄불(아타튀르크) |
| AGN 항공                | 전세편 : 베오그라드 |
| 불가리아 항공           | 소피아 |
| 콘도르                  | 베를린(쇠네펠트), 뒤셀도르프, 프랑크푸르트, 함부르크, 하노버, 라이프치히(할레), 슈투트가르트, 뮌헨                       |
| 콘랜던 항공             | 암스테르담, 브뤼셀 |
| 도나비아 항공           | 로스토프온돈 |
| 이지젯                  | 제네바, 런던(개트윅) |
| 에델바이스 에어         | 제네바, 취리히 |
| 이집트 항공             | 카이로 |
| 이집트 에어 익스프레스  | 알렉산드리아(엘누자), 카이로, 샴엘셰이크                                                                                 |
| 조지아 항공             | 트빌리시 |
| 게르마니아              | 전세편 : 브레멘, 뒤셀도르프, 하노버, 카를스루에(바덴), 뮌헨                                                              |
| 저먼윙스                | 계절편 : 쾰른(본) |
| 지자 항공               | 쿠웨이트 |
| 야트 에어웨이즈         | 전세편 : 베오그라드 |
| 제트 에어 플라이        | 브뤼셀 |
| I-플라이                | 모스크바(브누코보) |
| 노드윈드 항공           | 모스크바(세례메티예보)                                                                                                   |
| 로시야 항공             | 계절편 : 세인트피터스버그                                                                                                |
| S7 항공                 | 첼랴빈스크, 모스크바(도모데도보), 노보시비르스크                                                                         |
| 스카이 항공             | 안탈리아 |
| 토마스쿡 항공           | 버밍햄, 미들랜드, 글래스고(인터내셔널), 런던(개트윅), 맨체스터, 타인, 스톡홀름(알란다), 뉴캐슬                           |
| 토마스쿡 항공 벨기에    | 브뤼셀 |
| 톰슨 항공               | 런던(개트윅), 맨체스터, 버밍햄                                                                                           |
| 트랜스아비아닷컴        | 암스테르담 |
| 트랜스아비아닷컴 프랑스 | 파리(오를리) |
| TUI플라이               | 쾰른(본), 뒤셀도르프, 하노버, 프랑크푸르트, 뮌헨, 슈투트가르트, 쯔바이브뤼켄 계절편 : 베를린(테겔), 함부르크, 뉘른베르크 |
| TUI플라이 노르딕        | 헬싱키 |
| 유테이르 항공           | 전세편 : 세인트피터스버그, 칼리닌그라드                                                                                  |
| 바이킹힐 에어           | 전세편 : 런던(개트윅) |

## 연계 교통

### 도로 교통
- 렌터카
- 일반 택시
- 관광 택시
- 미니버스